# Hosszúpályi
Hosszúpályi is een plaats (nagyközség) en gemeente in het Hongaarse comitaat Hajdú-Bihar. Hosszúpályi telt 5645 inwoners (2001).